# Брюнильдсен, Кнут
Кну́т Брюни́льдсен (норв. Knut Brynildsen; 23 июля 1917 — 15 января 1986) — норвежский футболист, играл на позиции нападающего. Участник чемпионата мира 1938 года.

## Биография

### Клубная карьера
В течение шести сезонов Брюнильдсен играл за «Фредрикстад», в составе которого выиграл 2 чемпионских титула и 4 Кубка Норвегии. Его карьера была приостановлена во время оккупации Норвегии. После окончания Второй мировой играл за «Фредрикстад», в составе которого в 1949 году выиграл свой третий чемпионский титул. Затем он в течение одного сезона играл за «Видар». Играл во Франции за «Сошо» и «Руан».

### Карьера в сборной
Дебютировал за сборную Норвегии 3 ноября 1935 года в товарищеском матче со сборной Швейцарии — Норвегия проиграла 0:2.
Входил в состав сборной Норвегии на чемпионате мира 1938 года, где сыграл в матче с действующими на тот момент чемпионами мира сборной Италии — Норвегия проиграла 1:2 в дополнительное время. С 1947 года был капитаном сборной Норвегии. Всего за сборную Норвегии сыграл 18 матчей и забил 10 голов.

### Смерть
Скончался 15 января 1986 года в возрасте 68 лет.

## Достижения
«Фредрикстад»
- Чемпион Норвегии (3): 1937/38, 1938/39, 1948/49
- Обладатель Кубка Норвегии (4): 1935, 1936, 1939, 1940